# 金尚煜
金尚煜（韓語：김상욱，1964年6月13日—），韩国男子击剑运动员。他曾参加1988年夏季奥运会佩剑比赛，还曾获得1994年亚洲运动会男子佩剑个人金牌以及男子佩剑团体银牌。